# Санто-Доминго-Теуантепек
Са́нто-Доми́нго-Теуантепе́к (исп. Santo Domingo Tehuantepec) — город в Мексике, штат Оахака, административный центр одноимённого муниципалитета. 
Численность населения, по данным переписи 2010 года, составила 42 082 человека.